# Adama Diakhaté
Pour les articles homonymes, voir Diakhaté.
Adama Diakhaté est une joueuse  sénégalaise de basket-ball née le 3 février 1970 à Dakar.

## Carrière

### En club
Adama Diakhaté remporte trois fois la Coupe d'Afrique des clubs champions avec le Dakar Université Club (1993, 1997 et 1999).

### En sélection
Adama Diakhaté remporte avec l'équipe du Sénégal le Championnat d'Afrique à quatre reprises (1990, 1993, 1997 et 2000), en ayant joué huit éditions consécutives de 1990 à 2007. Elle dispute également quatre éditions des Championnats du monde (1990, 1998, 2002 et 2006).
Elle est aussi médaillée de bronze aux Jeux africains de 2003 et médaillée d'or aux Jeux africains de 2007.